# 黒川 (熊本県)
黒川（くろかわ）は、熊本県阿蘇市・阿蘇郡南阿蘇村を流れる白川水系の一級河川。白川水系最大の支流であり、阿蘇カルデラの北側（阿蘇谷）部分を流れる本河川は、南側（南郷谷）部分を流れる本流の白川と対比されることが多い。カルデラ域における流域面積は白川本流の1.2倍超に及ぶ。
河川名は、豊富な湧水源から出る清らかな流水という意味の白川に対し、火山灰を含む濁水という意味から来ている。

## 地理

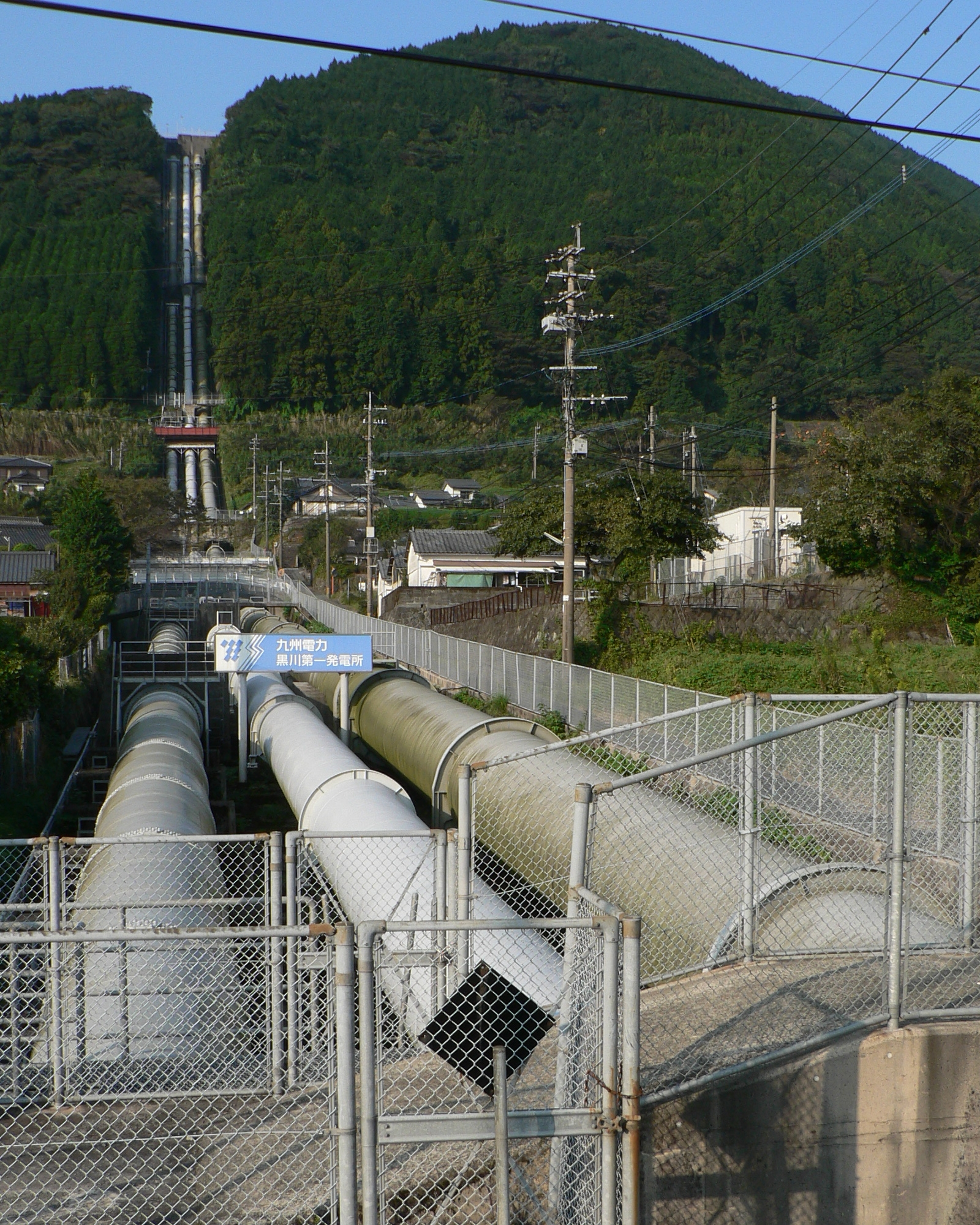
黒川第一発電所（2011年）

阿蘇市一の宮町坂梨の根子岳に源を発し北流する。源流部は通常涸れ沢であり、降雨時になると水が流れるようになる。妻子が鼻の西麓を進み、JR豊肥本線橋梁付近より徐々に伏流水が露出し始め、次第に傾斜が緩やかになる。国道57号の松原橋を境に「普通河川古恵川」から「一級河川黒川」となる（後述）。市街地を抜けると水田が広がり、阿蘇カルデラの阿蘇谷外縁をなぞり始める。標高500m程度で豆札川を合わせると以降は阿蘇谷を抜けるまで高低差がわずかな平地が続く。古城ヶ鼻手前で古恵川旧河道を合わせて北西へ進み、宮川を合わせて南西へ曲がる。小嵐山麓にて南から東岳川を合わせ、流量が増加する。阿蘇谷北縁を進み、中流部になると蛇行が目立ち始める。今町川・西岳川を合わせると内牧の市街地を貫流した後、花原川・黒戸川・乙姫川を合わせてゆく。周辺には旧河道跡、三日月湖や貯水池が数多く見られる。流量の増大した黒川は阿蘇谷の狭まってゆく跡ヶ瀬から車帰にかけてひどく蛇行していたが、河川改修により落ち着いている。標高460m程度で阿蘇谷を抜け、阿蘇市と阿蘇郡南阿蘇村との行政境にある赤池へ流入する。これは1914年（大正3年）より稼働を続けている黒川第一発電所の調整池であり、発電用水は取水堰から黒川右岸沿いの導水路により立野付近にある水槽まで運ばれる。南阿蘇村に入ると一転して両岸に崖の迫った急峻地形となり、日本の滝百選にも選定された落差60mの数鹿流ヶ滝を下ると高低差100mに及ぶ深い谷間を流れ、濁川を合わせて間もなく白川へ流入する。河口の標高は250m程度である。松原橋より下流30.0kmが一級河川に指定され、うち河口から阿蘇大橋付近（河陽・九電取水口）までの1.3kmは国土交通省管轄、残りが熊本県管轄の区間である。なお、前者は阿蘇立野ダムの建設により水没している。
本来認識されてきた黒川は、古恵川や宮川、東岳川など複数の河川が合流して形成されるものである。その中でも古恵川は黒川の本流であり、松原橋より下流部は一級河川としての黒川に組み込まれ一体的に河川整備が行われてきた。黒川部分に組み込まれなかった松原橋より上流部の普通河川区間は未だに「古恵川」と呼称されているため、同一河川ではあるが松原橋を境に呼称が異なっている。また黒川は河道変更により流域全体にわたって旧河道が多く残されており、そのうち本来の古恵川区間にある阿蘇市一の宮町宮地付近から同市一の宮町中通付近にかけての黒川旧河道には「古恵川」の名が残され、一級河川に指定されている。そのため、古恵川という名称の河川は旧河道である「一級河川古恵川」と、松原橋より上流区間である「普通河川古恵川」の二箇所に存在している。
白川が流れる南郷谷が東の高森から西の長陽にかけて200m程度の標高差があるのに対し、黒川が流れる阿蘇谷は前述の通り標高差がほぼ無い。これは南郷谷が河川浸食によって形成されたのに対し、阿蘇谷は西端の長陽赤瀬付近が溶岩流でせき止められ、一帯が湖となり土が均等に堆積して形成されたことによる。激しい蛇行や三日月湖も黒川流域（阿蘇谷）側にのみ見られるものである。また加藤清正は白川と黒川の流速差を利用し、黒川流路に鹿漬堰（しつけせき）や大石を設置した。これにより流れを更に遅め、白川と黒川の洪水到来のタイミングに差をつける試みが行われていた。

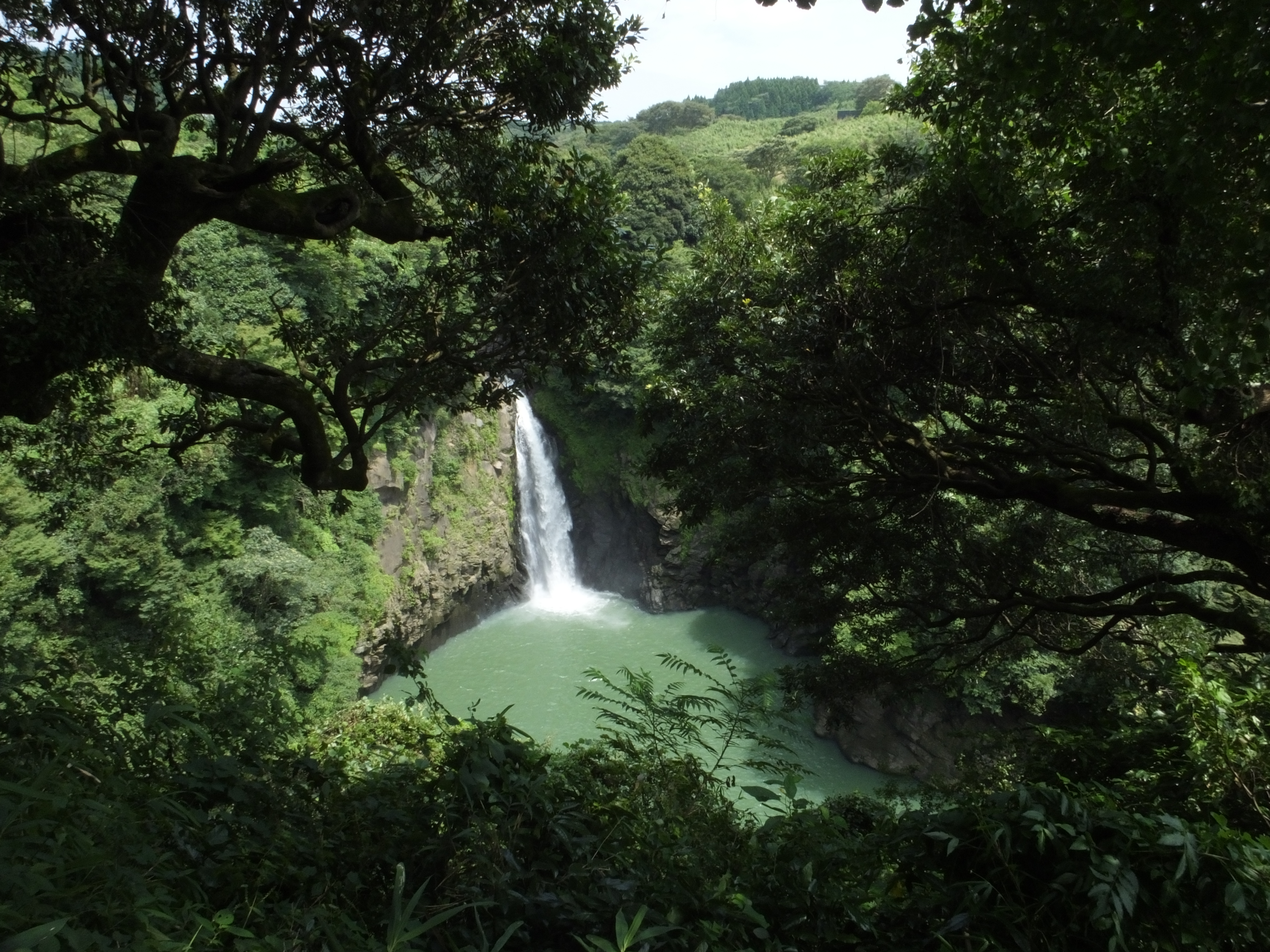
黒川本川の数鹿流ヶ滝
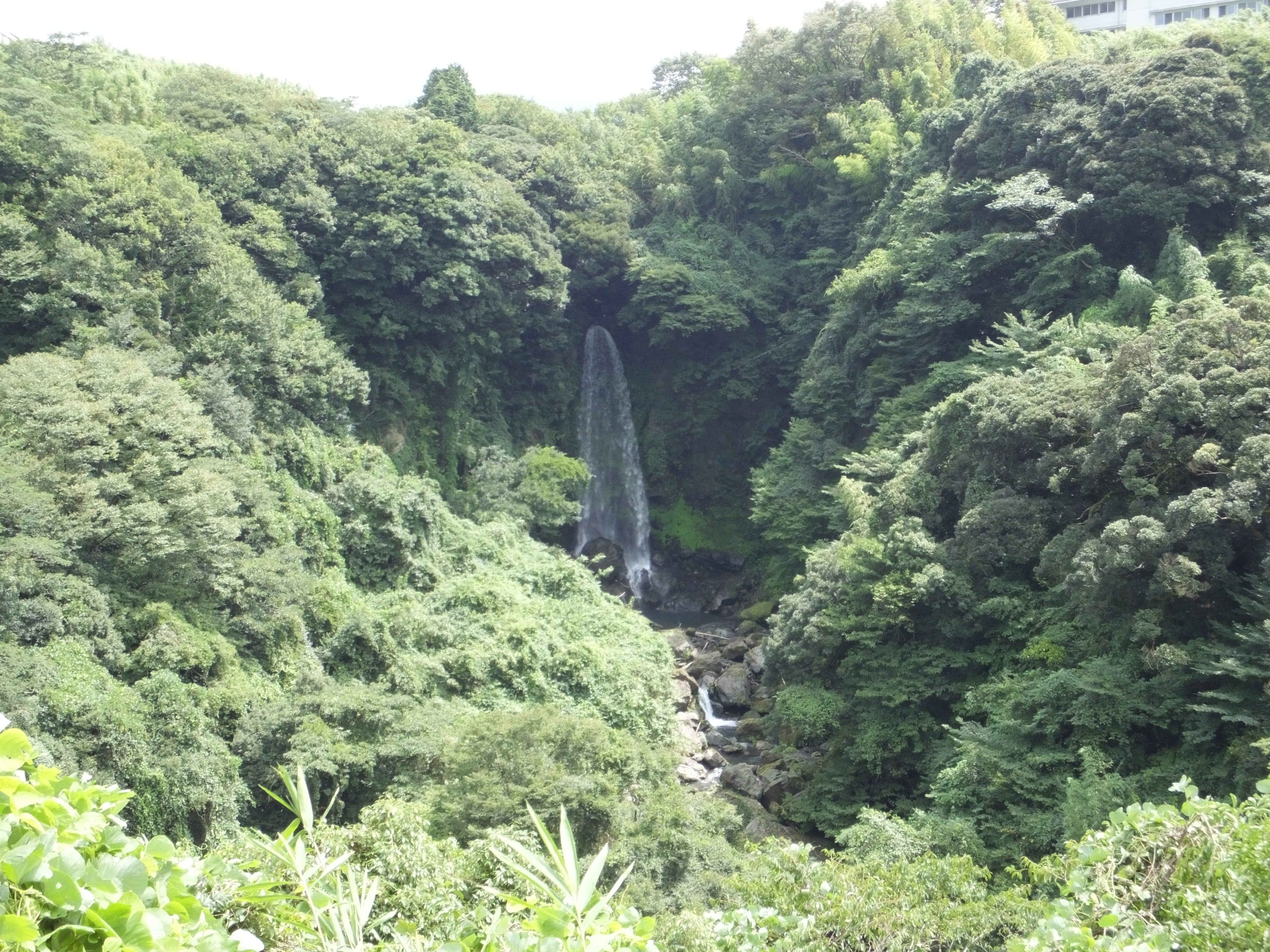
数鹿流ヶ滝の滝壺付近では、床瀬川が滝から落ちて合流してくる様子も見られる
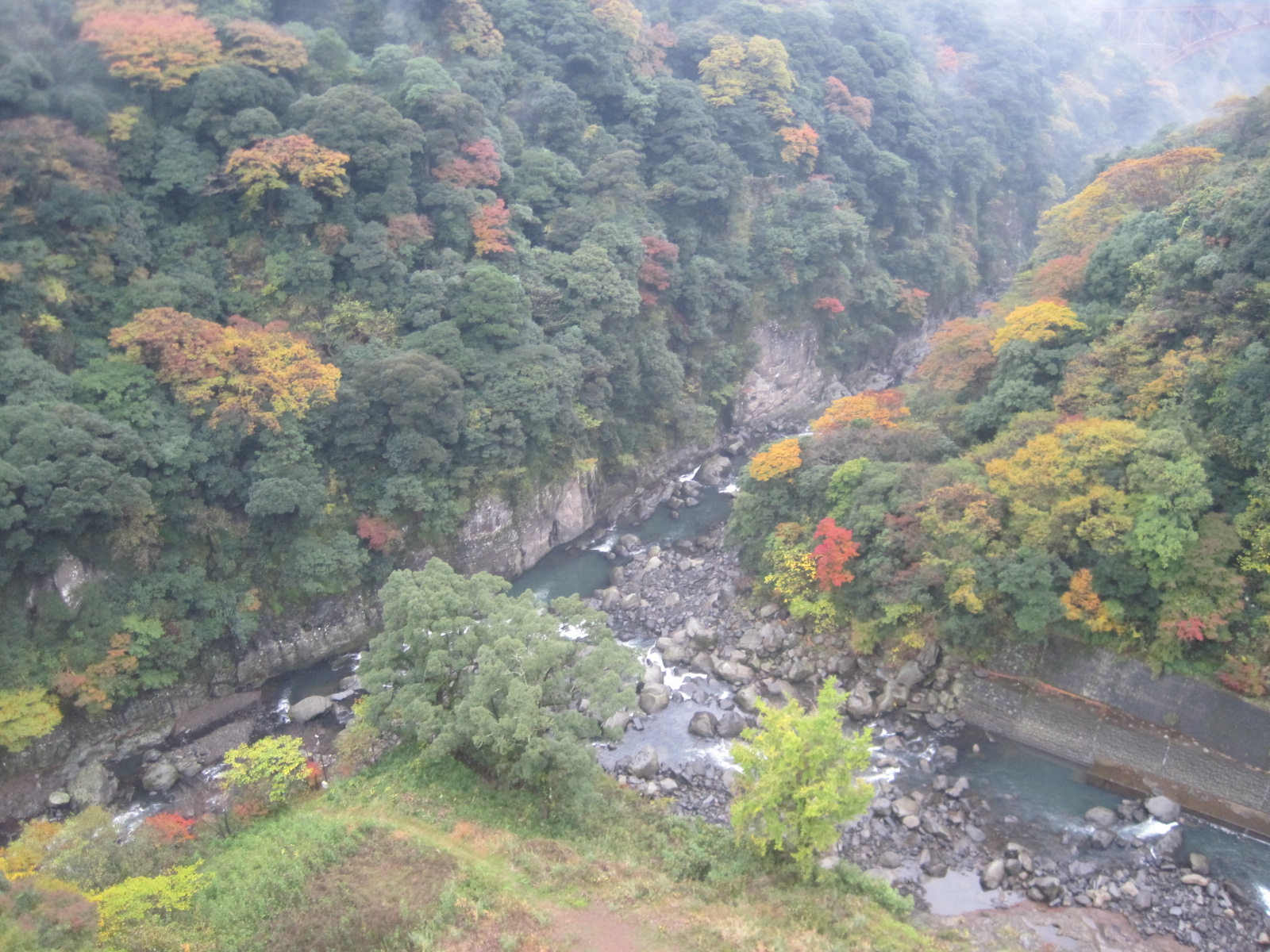
白川・黒川合流点

## 治水

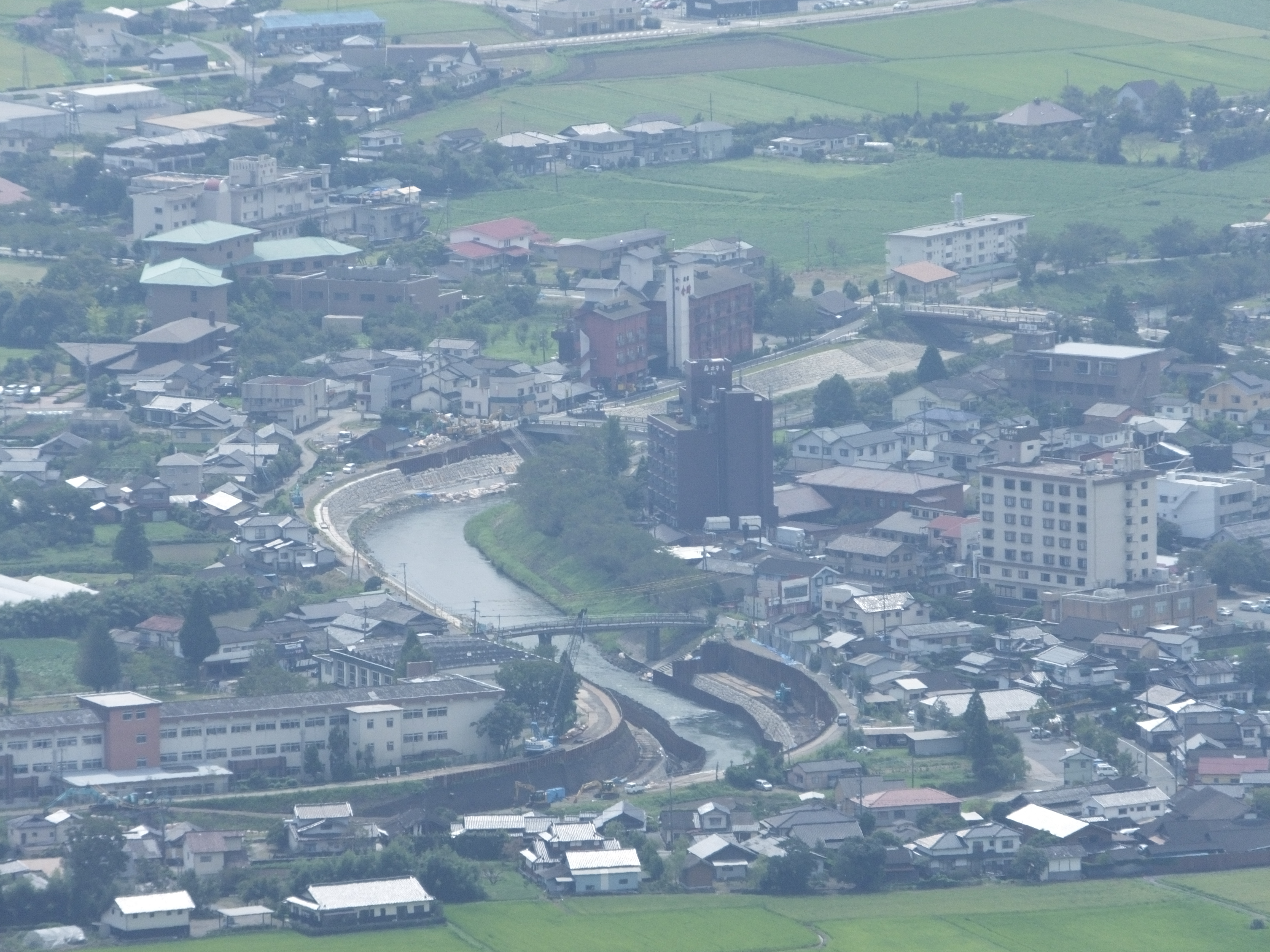
阿蘇市中心部を流れる黒川。激特事業による河道改修が進む

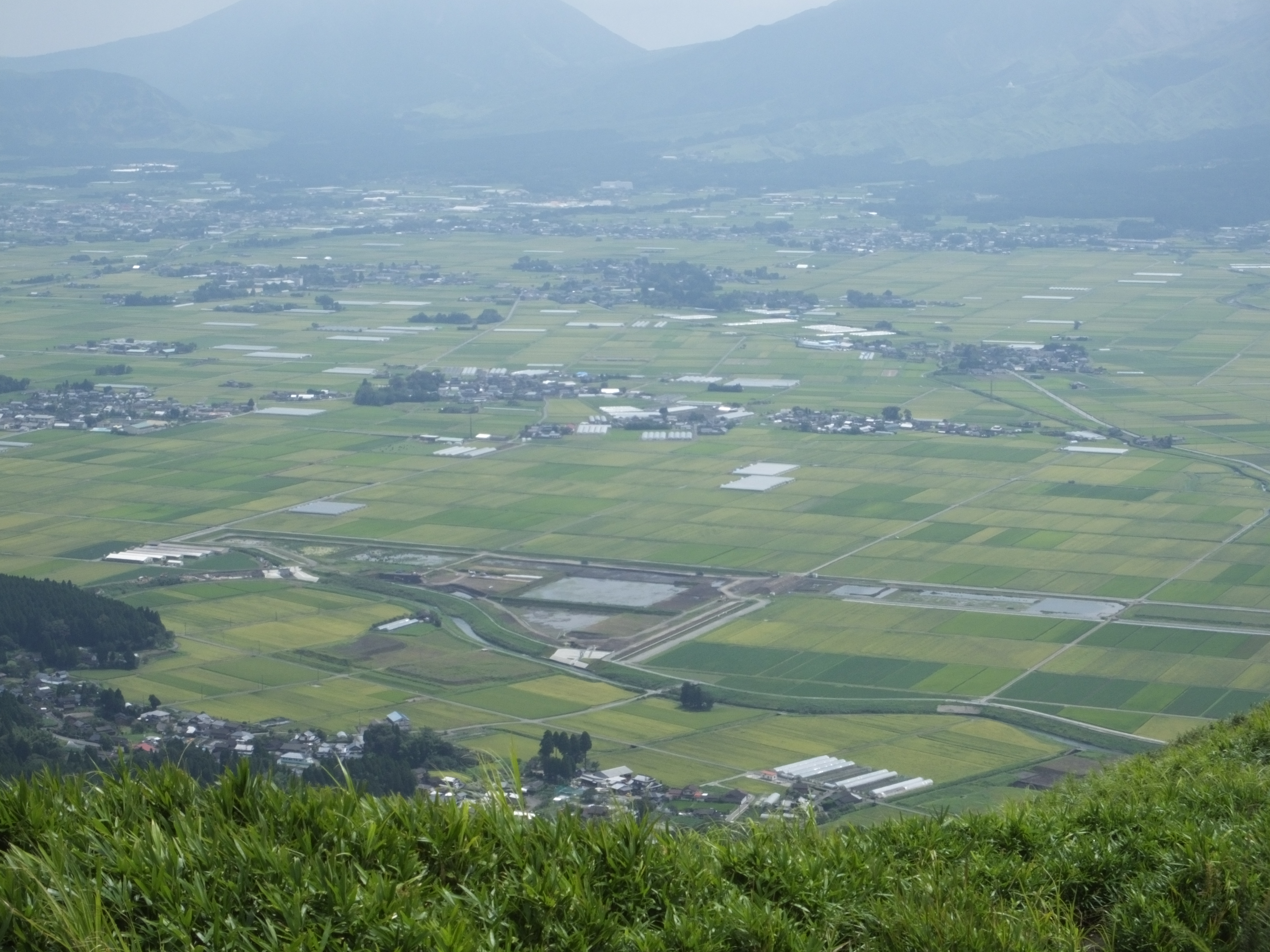
整備が進む小倉遊水地

白川水系の河川改修が行われるようになったのは1953年（昭和28年）6月の白川大洪水以降であるが、この際に黒川は蛇行部分のショートカットを主体とした改修を阿蘇町車帰地区から一の宮町坂梨地区までの26kmにかけて行い、1964年（昭和39年）に完了した。その後1980年（昭和55年）8月29日から8月31日にかけて黒川流域で豪雨による記録的出水があり、調査に基づき黒川の洪水防除計画を策定。1984年（昭和59年）度までに24.5億円を投じ災害復旧事業を中心とした復旧・河道拡幅・堆積土砂除去を行った。
1990年（平成2年）には、7月1日から7月3日にかけての豪雨で再び水害が発生。これを契機として黒川の河川激甚災害対策特別緊急事業（河川激特事業）が採択され、工期5年で事業費97.5億円・松原橋から黒川第一調整ダム上流までの延長25㎞に及ぶ整備が同年度より1994年（平成6年）度まで進められた。全区間にわたる流下能力の拡大に加え、中流の内牧地区（内牧橋付近北側）と下流の乙姫川合流点には多目的に使用できる遊水地（内牧遊水地・小野遊水地）の設置を決定。内牧遊水地は1994年（平成6年）、小野遊水地は2005年（平成17年）にそれぞれ完成している。また水害が山間部からの流木によって引き起こされたことから、上流の坂梨地区（金丸橋下流）には貯木場を擁する遊水地（一の宮多目的貯木池）が1995年（平成7年）に整備された。源流部の古恵川区間においても、1993年（平成5年）度までに約100億円を投じて35基の砂防ダムが建設された他、流木対策のスリットダムも1992年（平成4年）度までに5基建設された。
白川水系の河川整備計画においては、黒川遊水地群として一の宮の貯木場を除き7つの遊水地（車帰・無田・跡ヶ瀬・小野・内牧・小倉・手野）を設け、合計で毎秒100立方メートルの洪水処理能力を備えることとされたため、その後も遊水地の整備が続けられた。2011年（平成23年）頃には車帰橋上流右岸に無田遊水地が完成し、4番目には最大級の面積を擁する小倉遊水地の整備へ向け用地買収が進められていた。
2012年（平成24年）7月、平成24年7月九州北部豪雨によって白川流域はひときわ甚大な被害を受けた。黒川やその支流域は上下流を問わず全て越水し、一の宮貯木場は初めて効果を発揮したにもかかわらず、完成していた小野・内牧・無田の3遊水地の貯留能力をオーバーする想定外の豪雨となった。これを受け二度目の黒川激特事業が採択されるに至り、2013年（平成25年）度から2017年（平成29年）度まで5年間・総事業費183億円の予定で進められている。対象範囲は豆札川合流点から無田遊水地までと車帰付近の旧河道を合わせた約27kmであり、全区間にわたる河道掘削が2014年（平成26年）10月まで2年間かけて進められた。更に阿蘇市中心部にあたる内牧橋から花原川合流点までの2,000mは河道改修の対象として、事業全期間にわたって断面を拡張する護岸工事が続けられている。事業の要ともいえる遊水地は小倉・手野の2か所を優先着手することとされ、うち小倉遊水地は用地買収済の初期湛水地21ha・堤防設置部2haに北側の二次湛水地（耕作可能だが建築物不可の規制あり）35haを合わせた58haの計画であったものが、南側にも二次湛水地を30ha加えて88haまで拡張されることとなった。これは西にある内牧遊水地の約8倍の規模である。それより上流に整備される手野遊水地は初期湛水地10ha・二次湛水地40haの計50haで、当初計画と同規模。小倉遊水地は2016年（平成28年）度、手野遊水地は2017年（平成29年）度にそれぞれ完成予定である。その他、流域の3か所（狩尾・小池・黒流）の輪中堤の嵩上げや、2015年（平成27年）度から3年間での160棟の宅地嵩上げ、宮原川・黒戸川・西岳川といった支流域の道路嵩上げ・堤防嵩上げなど事業内容は多岐に渡っている。

## 支流

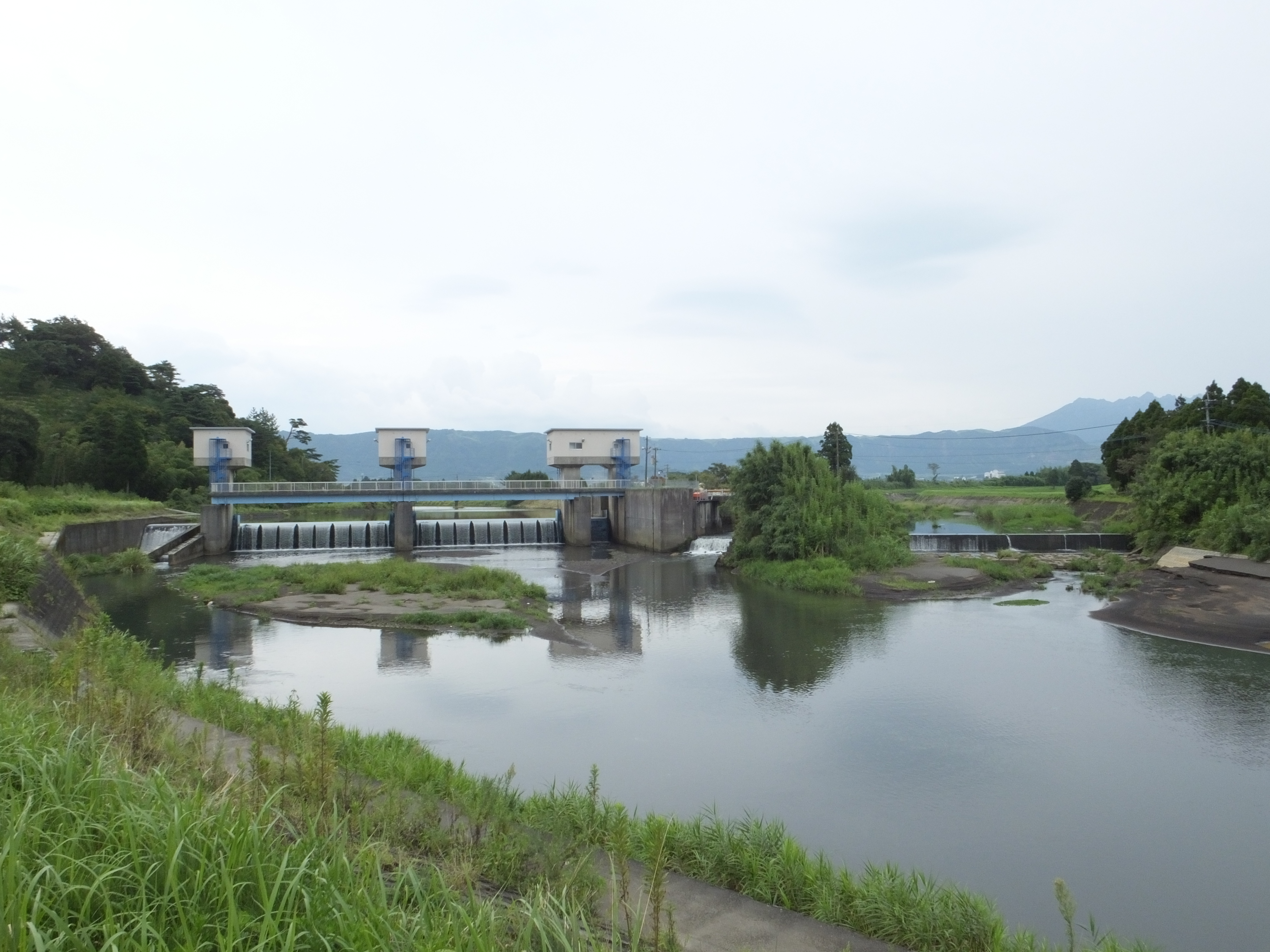
黒川（左）と東岳川（右）の合流地点

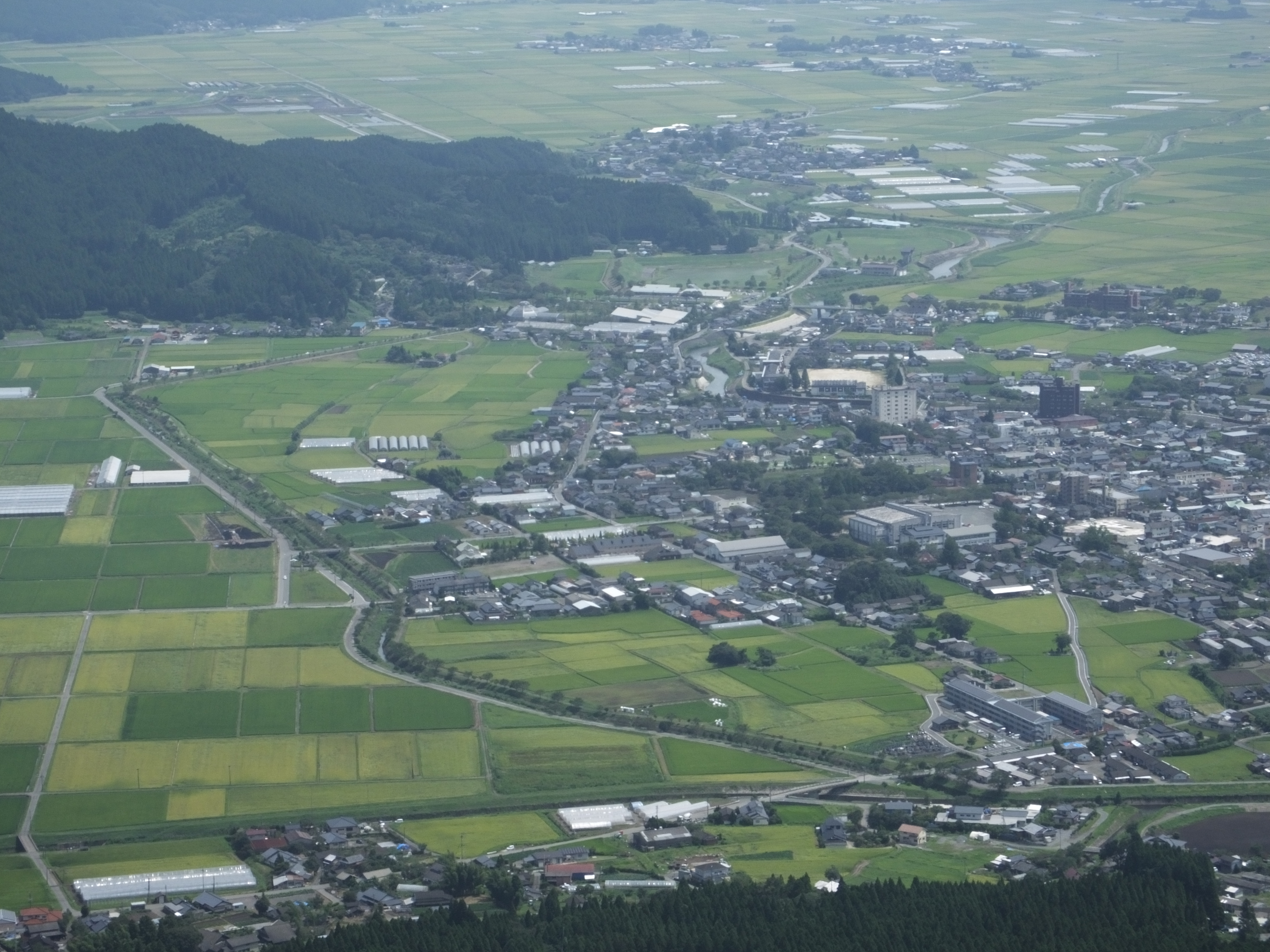
内牧付近の俯瞰。中央上部から右寄りの市中心部を流れているのが黒川。市街地へ入る前の右岸には内牧遊水地も見える。左上から右下へ流れているのが宮原川で、下部を左から右へと流れる花原川と合流して黒川へと流出する。

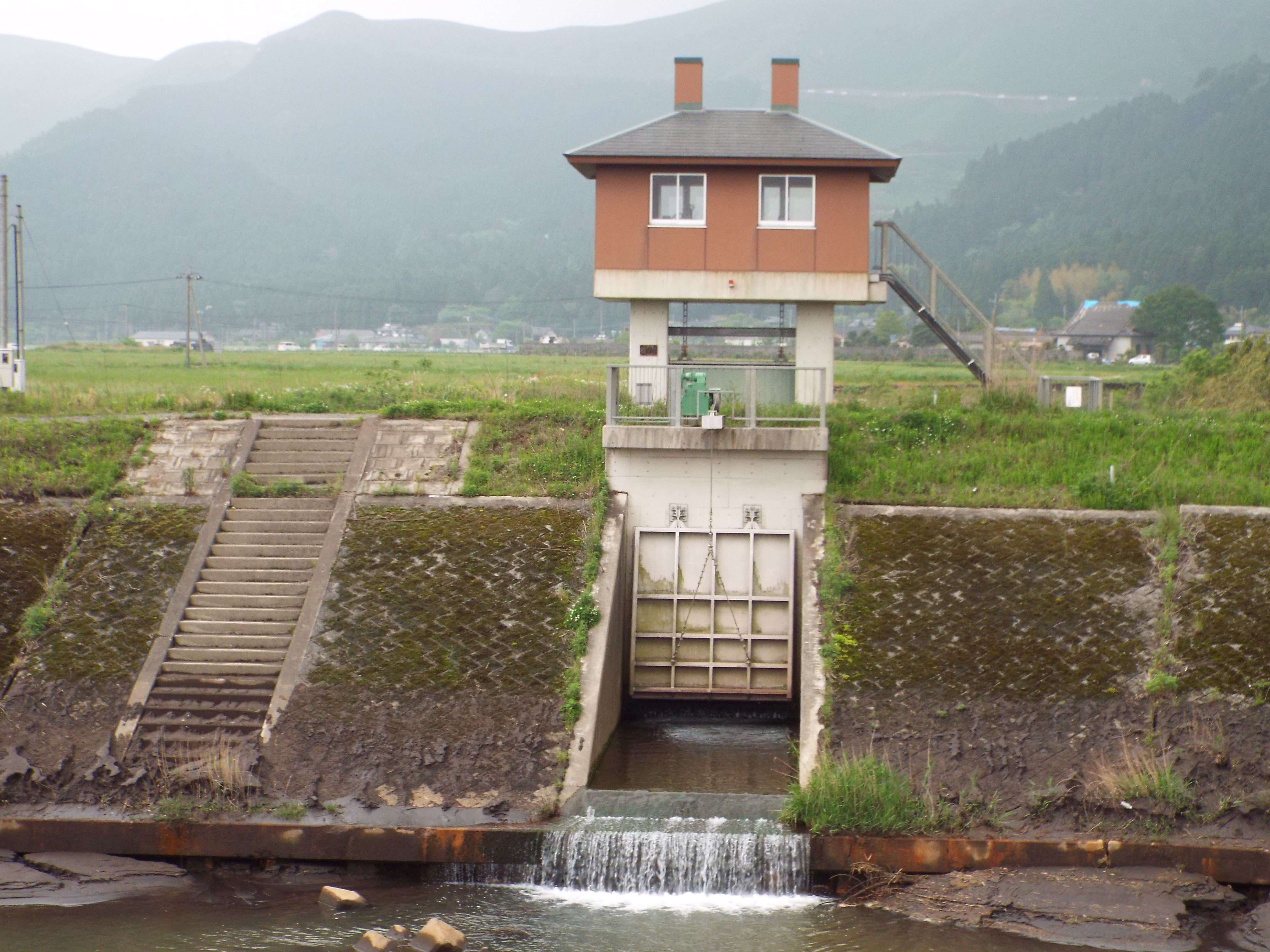
車帰での支流

上流より掲載、太字は一級河川
- 豆札川
  - 八反田川
  - 平保の木川
  - 駄原川
- 古恵川（旧河道）
- 宮川
  - 中園川
  - 土井川
- 神の木川
- 東岳川
  - 尻無川
  - 泉川
- 川嶋川
- 焼柱川
- 西無田川
- 今町川
- 西岳川
  - 古閑川
- 花原川
  - 琴川
  - 西小園川
    - 居塚川

  - 宮原川
  - 宮の川
- 三久保川
- 黒戸川
  - 西黒戸川
- 乙姫川
- 宇土川
  - 裏浜川
  - 徳仏川
- 四ッ江川
  - 雛川
- 市の川川
- 赤川
- 西ノ平川
- 榊川
- 床瀬川
- 迎谷川
- 濁川
  - 乙ヶ瀬川

## 主な橋
上流より掲載
- JR豊肥本線橋梁（古恵川）
- 石塚橋（古恵川）
- 松原橋 - 国道57号
- 蓑田橋
- 金丸橋
- 門の町橋
- 豆札橋
- ○○橋

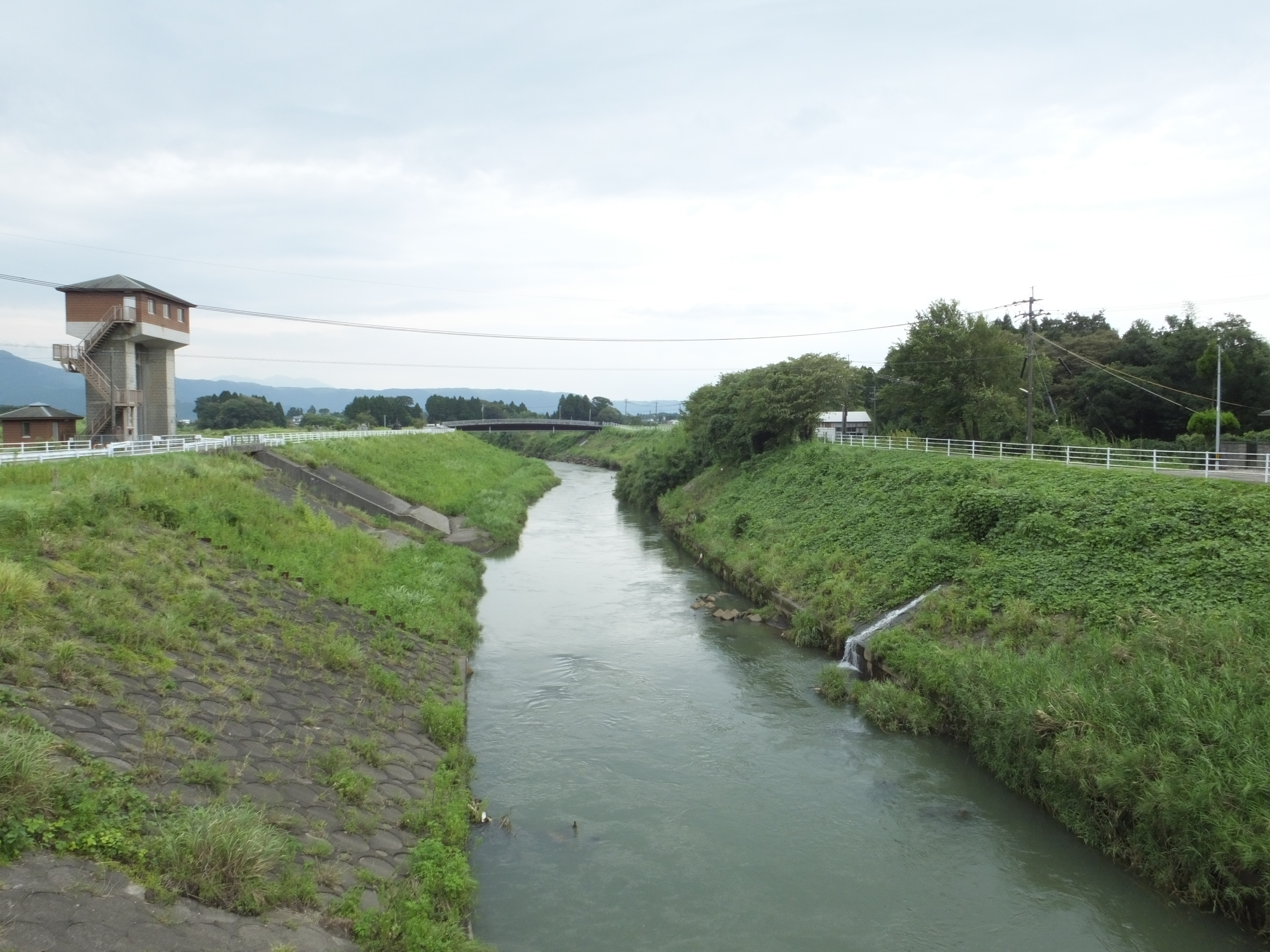
下小野橋より上流方

- 第二古城橋 - 大分県道・熊本県道11号別府一の宮線
- ○○橋
- 的場橋
- 尾籠橋
- 片隅橋
- 小嵐山橋
- 鷲の石橋
- ○○橋
- 山田橋
- 新小倉橋
- 福田島橋
- 今町橋 - 熊本県道110号阿蘇一の宮線
- ○○橋
- 内牧橋 - 国道212号
- 新町橋
- 命護橋
- 宝泉橋
- 泉大橋
- 新橋
- 折戸橋 - 熊本県道149号河陰阿蘇線
- 三久保橋
- みやま橋
- 新小野橋
- 下小野橋
- 下田代橋
- 山内橋
- 跡ヶ瀬橋
- 跡ヶ瀬大橋
- 大正橋 - 熊本県道149号河陰阿蘇線
- 下鶴橋
- 車帰橋 - 熊本県道23号菊池赤水線
- 大渕橋
- 赤瀬橋 - 国道57号
- JR豊肥本線橋梁
- 橋場橋、旧黒川橋（石橋・流失）
- 阿蘇大橋 - 国道325号
- 黒川橋（石橋・流失）
- 阿蘇長陽大橋

## 参考資料
- 白川水系河川整備計画（国土交通省九州地方整備局）
- 黒川激特事業概要（熊本県）
- 黒川激特事業及び川づくりに係る連絡協議会ニュース第1号（熊本県県北広域本部）
- 黒川激特事業及び川づくりに係る連絡協議会ニュース第2号（熊本県県北広域本部）
- 黒川激特事業及び川づくりに係る連絡協議会ニュース第3号（熊本県県北広域本部）
- 黒川激特事業及び川づくりに係る連絡協議会ニュース第4号（熊本県県北広域本部）